# Kevin Roy
Pour les articles homonymes, voir Roy.
Kevin Roy (né le 20 mai 1993 à Greenfield Park dans la province de Québec au Canada) est un joueur professionnel canadien de hockey sur glace. Il évolue au poste d'ailier gauche.

## Biographie
Il connaît une saison couronnée de succès au niveau junior avec les Stars de Lincoln dans l'USHL en menant la ligue sur les buts (54), les assistances (50) et les points (104), le tout en 59 parties, et remporte plusieurs honneurs, comme celui de joueur de l'année. À l'issue de cette saison, il est repêché par les Ducks d'Anaheim au quatrième tour, 97e rang, lors du repêchage d'entrée dans la LNH 2012. Il part ensuite jouer au niveau universitaire avec les Huskies de l'université du Nord-Est et passe quatre saisons avec eux.
Il fait ses débuts comme professionnel vers la fin de la saison 2015-2016 avec les Gulls de San Diego, équipe affiliée aux Ducks dans la LAH. Rappelé durant la saison 2017-2018, il joue son premier match dans la LNH avec les Ducks le 9 novembre 2017 contre les Canucks de Vancouver. Il marque son premier but dans la ligue le 15 novembre face aux Bruins de Boston.
Le 5 juillet 2019, il signe à titre d'agent libre avec les Panthers de la Floride pour une saison et 850 000$ dollars.
Le 17 décembre 2019, les Panthers de la Floride décide de l'échanger aux Penguins de Pittsburgh en retour de l'attaquant Ryan Haggerty.

## Statistiques

### En club
| Saison     | Équipe                            | Ligue       |    | Saison régulière | Saison régulière | Saison régulière | Saison régulière | Saison régulière |   | Séries éliminatoires | Séries éliminatoires | Séries éliminatoires | Séries éliminatoires | Séries éliminatoires |
| Saison     | Équipe                            | Ligue       | PJ | B                | A                | Pts              | Pun              | PJ               | B | A                    | Pts                  | Pun                  |                      |                      |
| 2011-2012  | Stars de Lincoln                  | USHL        | 59 | 54               | 50               | 104              | 50               | 8                | 7 | 3                    | 10                   | 4                    |                      |                      |
| 2012-2013  | Huskies de Northeastern           | Hockey East | 29 | 17               | 17               | 34               | 24               | -                | - | -                    | -                    | -                    |                      |                      |
| 2013-2014  | Huskies de Northeastern           | Hockey East | 37 | 19               | 27               | 46               | 30               | -                | - | -                    | -                    | -                    |                      |                      |
| 2014-2015  | Huskies de Northeastern           | Hockey East | 35 | 19               | 25               | 44               | 28               | -                | - | -                    | -                    | -                    |                      |                      |
| 2015-2016  | Huskies de Northeastern           | Hockey East | 29 | 10               | 16               | 26               | 10               | -                | - | -                    | -                    | -                    |                      |                      |
| 2015-2016  | Gulls de San Diego                | LAH         | 2  | 0                | 0                | 0                | 0                | -                | - | -                    | -                    | -                    |                      |                      |
| 2016-2017  | Gulls de San Diego                | LAH         | 67 | 16               | 30               | 46               | 16               | 10               | 2 | 3                    | 5                    | 0                    |                      |                      |
| 2017-2018  | Gulls de San Diego                | LAH         | 45 | 14               | 23               | 37               | 14               | -                | - | -                    | -                    | -                    |                      |                      |
| 2017-2018  | Ducks d'Anaheim                   | LNH         | 25 | 6                | 1                | 7                | 6                | -                | - | -                    | -                    | -                    |                      |                      |
| 2018-2019  | Gulls de San Diego                | LAH         | 11 | 1                | 4                | 5                | 6                | 8                | 2 | 1                    | 3                    | 0                    |                      |                      |
| 2018-2019  | Ducks d'Anaheim                   | LNH         | 3  | 0                | 0                | 0                | 0                | -                | - | -                    | -                    | -                    |                      |                      |
| 2019-2020  | Thunderbirds de Springfield       | LAH         | 23 | 4                | 10               | 14               | 19               | -                | - | -                    | -                    | -                    |                      |                      |
| 2019-2020  | Penguins de Wilkes-Barre/Scranton | LAH         | 35 | 10               | 11               | 21               | 4                | -                | - | -                    | -                    | -                    |                      |                      |
| 2020-2021  | Roadrunners de Tucson             | LAH         | 35 | 11               | 19               | 30               | 16               | 1                | 0 | 0                    | 0                    | 0                    |                      |                      |
| 2021-2022  | Rocket de Laval                   | LAH         | 62 | 13               | 20               | 33               | 18               | 2                | 0 | 0                    | 0                    | 2                    |                      |                      |
| 2022-2023  | Brynäs IF                         | SHL         | 6  | 1                | 0                | 1                | 2                | -                | - | -                    | -                    | -                    |                      |                      |
| 2022-2023  | HIFK                              | Liiga       | 19 | 1                | 5                | 6                | 4                | 1                | 0 | 0                    | 0                    | 0                    |                      |                      |
| 2023-2024  | HC Innsbruck                      | ICEHL       | 47 | 25               | 33               | 58               | 14               | 2                | 0 | 2                    | 2                    | 0                    |                      |                      |
| 2024-2025  | Graz 99ers                        | ICEHL       | 48 | 10               | 29               | 39               | 6                | 7                | 2 | 5                    | 7                    | 4                    |                      |                      |
| Totaux LNH | Totaux LNH                        | Totaux LNH  | 28 | 6                | 1                | 7                | 6                | -                | - | -                    | -                    | -                    |                      |                      |

## Trophées et honneurs personnels
- 2011-2012 :
  - nommé joueur de la saison dans l'USHL.
  - nommé attaquant de la saison dans l'USHL.
  - nommé dans la première équipe d'étoiles de l'USHL.
  - nommé dans l'équipe des recrues de l'USHL.
- 2012-2013 : nommé dans l'équipe des recrues de Hockey East.
- 2013-2014 : nommé dans la deuxième équipe d'étoiles de Hockey East.
- 2014-2015 : 
  - nommé dans la première équipe d'étoiles de Hockey East.
  - nommé dans la deuxième équipe d'étoiles de la région Est de la NCAA.